# Super Bust-A-Move
Super Bust-A-Move är titeln på ett spel som ingår i en spelserie från det japanska företaget Taito. Detta spel finns bl.a. till Game Boy Advance och Playstation 2.